# Manuel Marín (escultor)
Manuel Marín fue un escultor español, nacido el año 1942 en Cieza y residente en Alhaurín de la Torre.

## Datos biográficos
A los 20 años conoció en Londres a Henry Moore , que le contrató como ayudante para fundir esculturas de bronce.
En 1964 se trasladó a Nueva York, donde abrió su propia galería de arte.
Influido por Alexander Calder y por Joan Miró, es autor de esculturas móviles llenas de color.